# Jonas Eidevall
Jonas Eidevall, né le 28 janvier 1983 à Borås (Suède), est un entraîneur de football suédois.

## Carrière
Jonas Eidevall commence sa carrière d'entraîneur à 23 ans au Lunds BK, club de 4e division suédoise. Après trois ans au poste d'assistant, il est nommé entraîneur principal et fait monter le club en 3e division. En 2012, il rejoint le FC Rosengård, club féminin de première division suédoise, en tant qu'assistant. Il est promu entraîneur au bout d'un an, et remporte deux titres de Damallsvenskan en 2013 et 2014.
Il effectue ensuite un passage au Helsingborgs IF, en 2e division masculine, en tant qu'adjoint, avant de retrouver le banc du FC Rosengård en 2018. Il remporte alors la coupe de Suède 2018, puis le championnat en 2019, et atteint les quarts de finale en Ligue des Champions.
En 2021, il quitte le FC Rosengård en cours de saison pour remplacer Joe Montemurro à la tête d'Arsenal en WSL. Ses débuts sont marqués par une victoire face au champion en titre Chelsea pour son premier match, et il est nommé dès septembre entraîneur du mois.

## Palmarès
FC Rosengård :
- Championnat de Suède (3) :
  - 2013, 2014, 2019
- Coupe de Suède (1) :
  - 2018